# تيم هورنر
تيم هورنر (بالإنجليزية: Tim Horner)‏ هو مصارع محترف أمريكي، ولد في 19 أغسطس 1959 في موريستاون في الولايات المتحدة.

## وصلات خارجية
- تيم هورنر على موقع CageMatch worker (الإنجليزية)
- تيم هورنر على موقع قاعدة بيانات المصارعة على الإنترنت (الإنجليزية)

- تيم هورنر على موقع IMDb (الإنجليزية)
- تيم هورنر على موقع قاعدة بيانات الفيلم (الإنجليزية)